# Казаклія
Казаклі́я (Казаяк, рум. Cazaclia) — село в Чадирського округу Гагаузії Молдови, утворює окрему комуну.
Село засноване гагаузами в 1812 році на місці спустошеного татарського поселення Казаяк.
В селі діють 3 дитячих садочки, ліцей та школа, храм Святого Георгія Победоносця. Серед підприємств працюють швейна фабрика «Asena-Textil», виноробний завод «Казаяк-Вин».
Населення утворюють в основному гагаузи — 6796 осіб, живуть також болгари  — 68, молдовани — 56, росіяни — 53, українці — 36, інші — 34.

## Постаті
- Рубанський Федір Сергійович (1995—2018) — молодший сержант Збройних сил України, учасник російсько-української війни.